# چوی (برزیل)
چوی (به پرتغالی: Chuí) یک منطقهٔ مسکونی در برزیل است که در ریو گرانده جنوبی واقع شده‌است. چوی ۲۰۳ کیلومتر مربع مساحت و ۶٬۷۷۰ نفر جمعیت دارد و ۲۲ متر بالاتر از سطح دریا واقع شده‌است.